# Patapsco Vallis
Patapsco Vallis é um vale no quadrângulo de Elysium em Marte, localizado a 24° N e 207 W.  Possui 153 km de extensão e recebeu o nome de um rio no em Maryland, Estados Unidos.